# Mario Sammarco

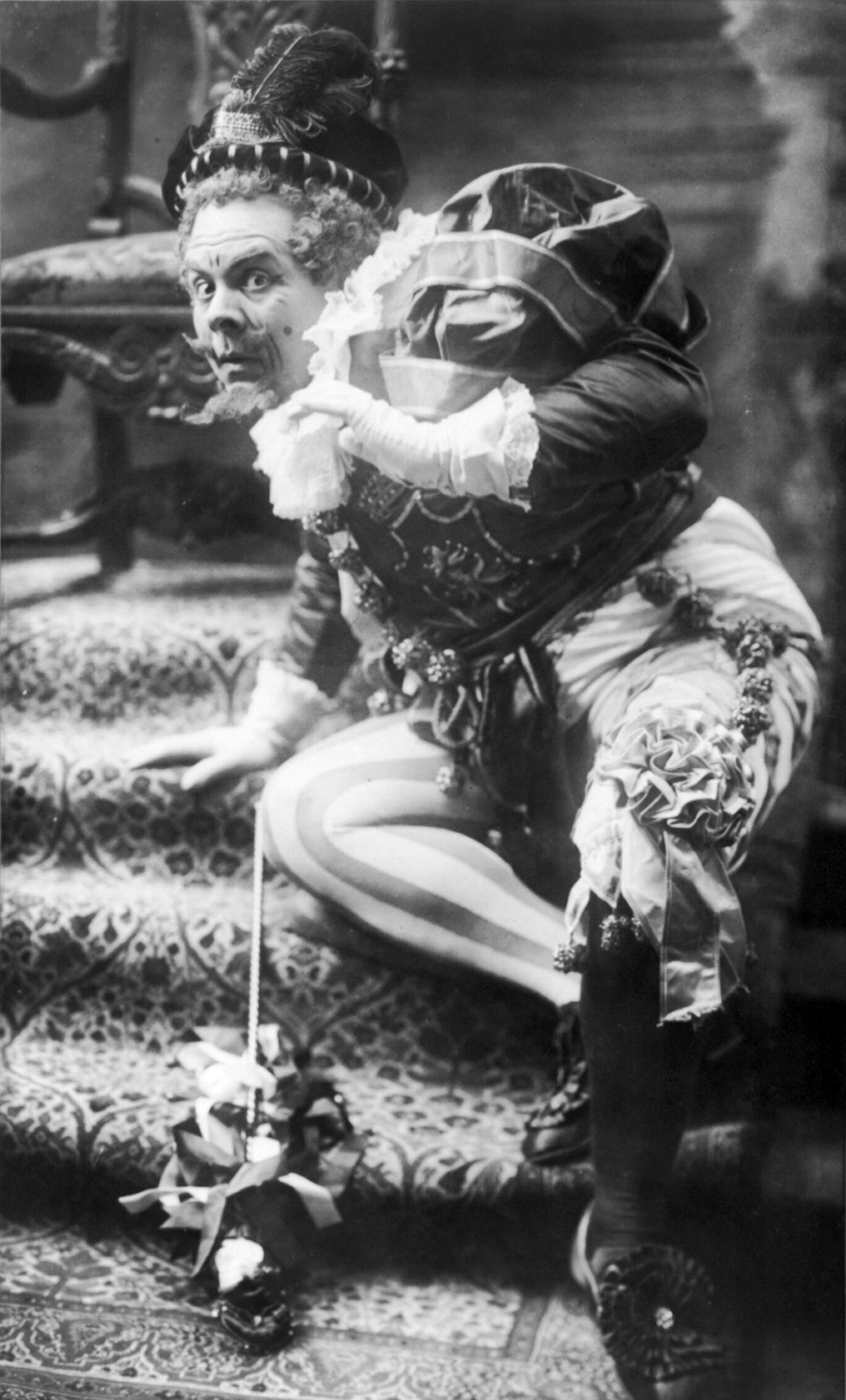
Mario Sammarco caracterizado como Rigoletto

(Giuseppe) Mario Sammarco (Palermo, Sicilia, 13 de diciembre de 1868, a pesar de que algunas fuentes dicen 1867– Milán, 24 de enero de 1930) fue un barítono operístico italiano distinguido por sus habilidades como actor.

## Biografía
Sammarco nació en Palermo, Sicilia, y estudió allí con Antonio Cantelli. Hizo su debut operístico en Palermo,  como Valentine en Faust en 1888. Posteriormente cantó con éxito en Milán (en La Scala), Buenos Aires y Londres. Entre 1904 y 1919 apareció de forma intermitente, en 26 diferentes papeles, en la Royal Opera, Covent Garden.
En Nueva York, fue contratado por Oscar Hammerstein para su Manhattan Opera Company, como sustituto del gran cantante francés Maurice Renaud. Cantó con la compañía de Manhattan en 1908-1910, convirtiéndose en su barítono italiano principal, pero nunca actuó en la rival Metropolitan Opera.
Sammarco continuó su carrera en Chicago y Filadelfia hasta 1913.
Sus últimas apariciones en escena fueron en el Teatro di San Carlo en Nápoles en 1919.
Aparte de Scarpia (su función de presentación en el Covent Garden), fue un famoso Rigoletto, Marcello, Germont, Renato, Enrico o Hamlet, apareciendo junto con algunos de los mejores cantantes de su tiempo. No fue un especialista en bel canto, sino que rindió especialmente en las óperas del verismo, creando los papeles de Gerard en Andrea Chénier de Giordano en 1896 y Cascart en Zazà de Leoncavallo en 1900.
Sammarco estuvo activo durante una etapa en la que coincidió con barítonos italianos de capacidad excepcional. Tuvo el gran mérito de labrarse una carrera internacional de éxito compitiendo con artistas de la talla de Mattia Battistini, Antonio Magini-Coletti, Giuseppe Campanari, Mario Ancona, Giuseppe Pacini, Antonio Scotti, Eugenio Giraldoni, Riccardo Stracciari, Titta Ruffo, Domenico Viglione Borghese, Pasquale Amato y Carlo Galeffi.
Enseñó canto después de retirarse de la escena y falleció en Milán.